# Mevkuž
Mevkuž je naselje u slovenskoj Općini Gorju. Mevkuž se nalazi u pokrajini Gorenjskoj i statističkoj regiji Gorenjskoj. 

## Stanovništvo
Prema popisu stanovništva iz 2002. godine naselje je imalo 86 stanovnika.